# Ultralicht motorluchtvaartuig

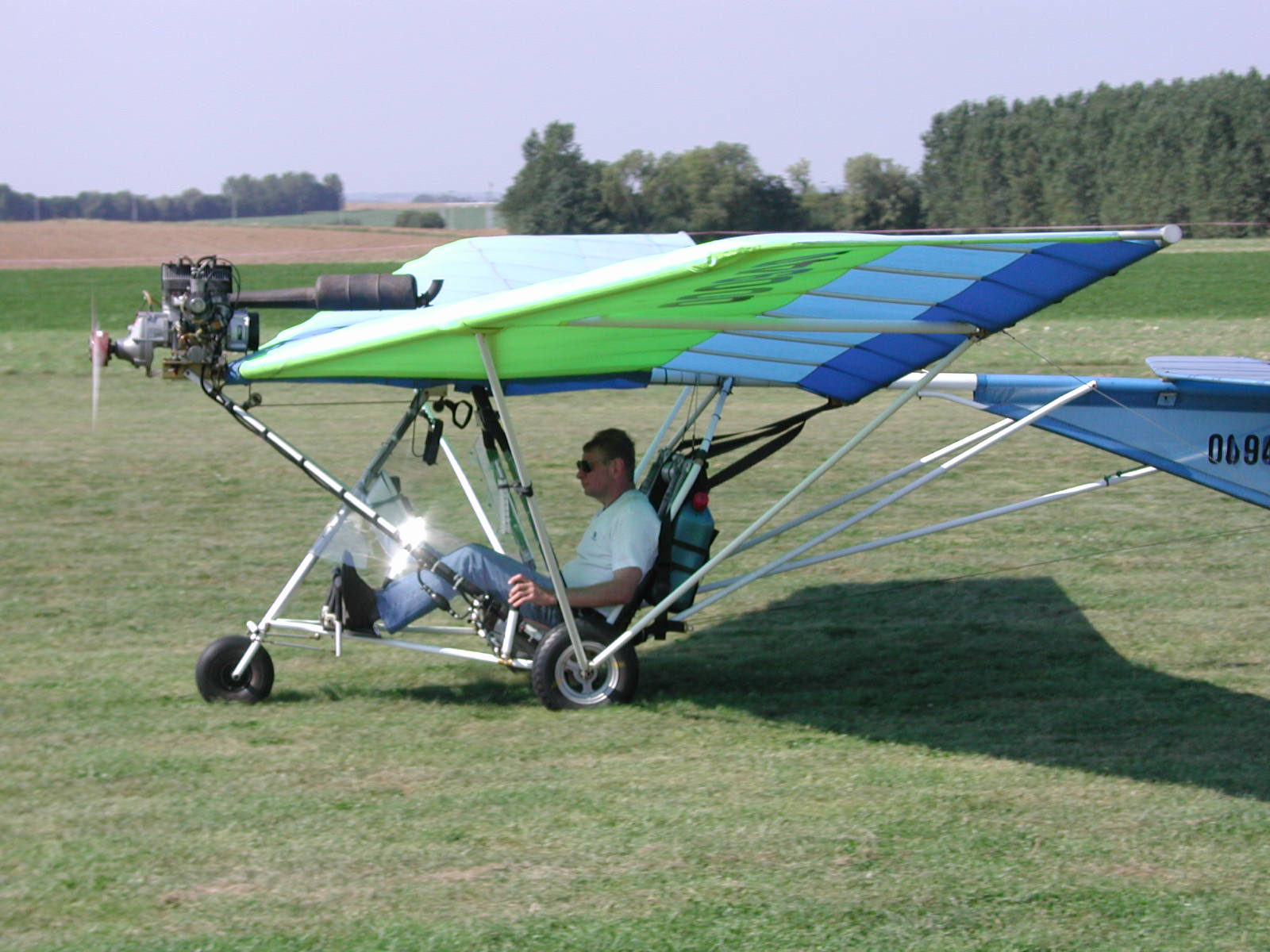
Een Weedhopper AX2 ULM

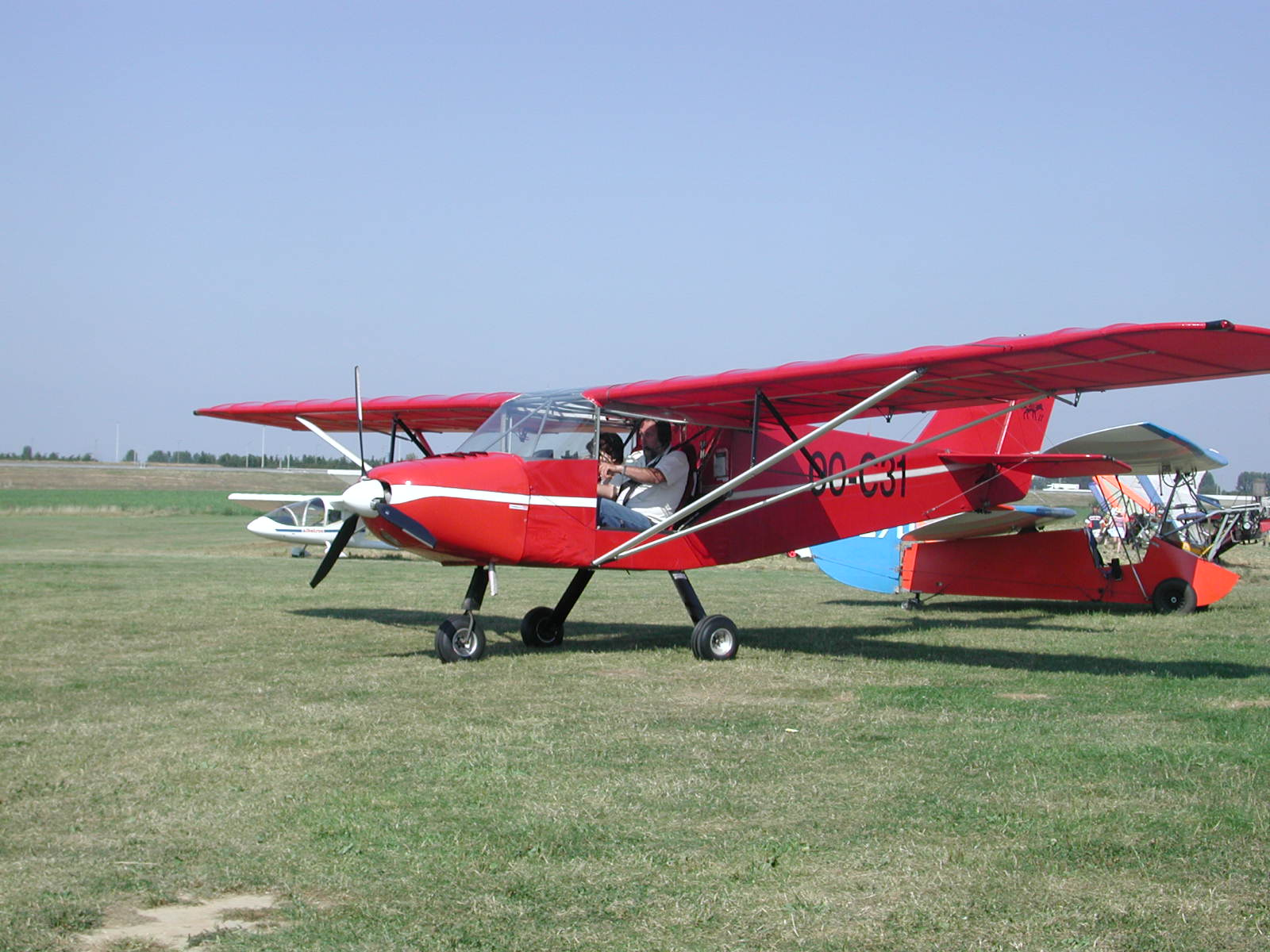
ULM Coyote II

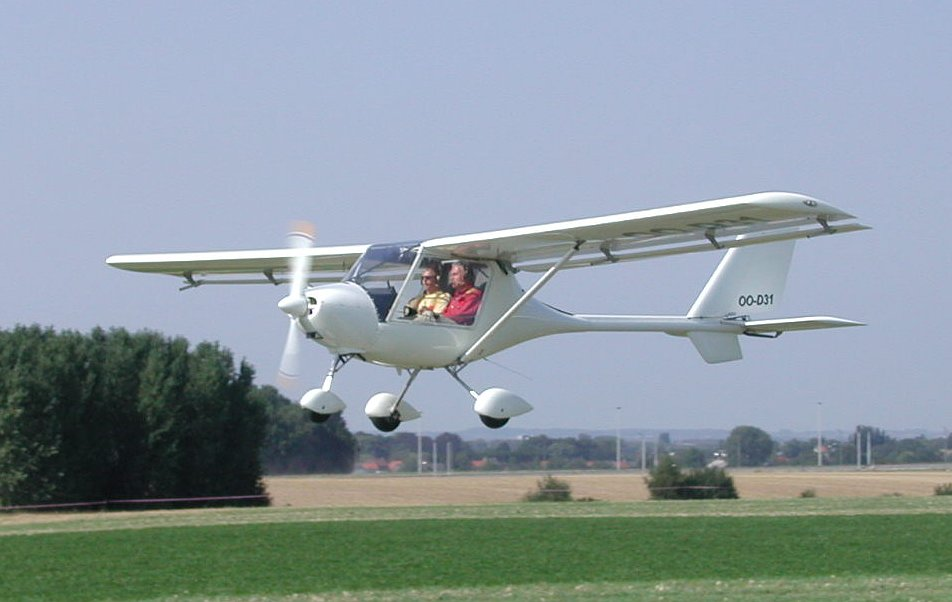
ULM Storch, gebouwd in vezelversterkt kunststof

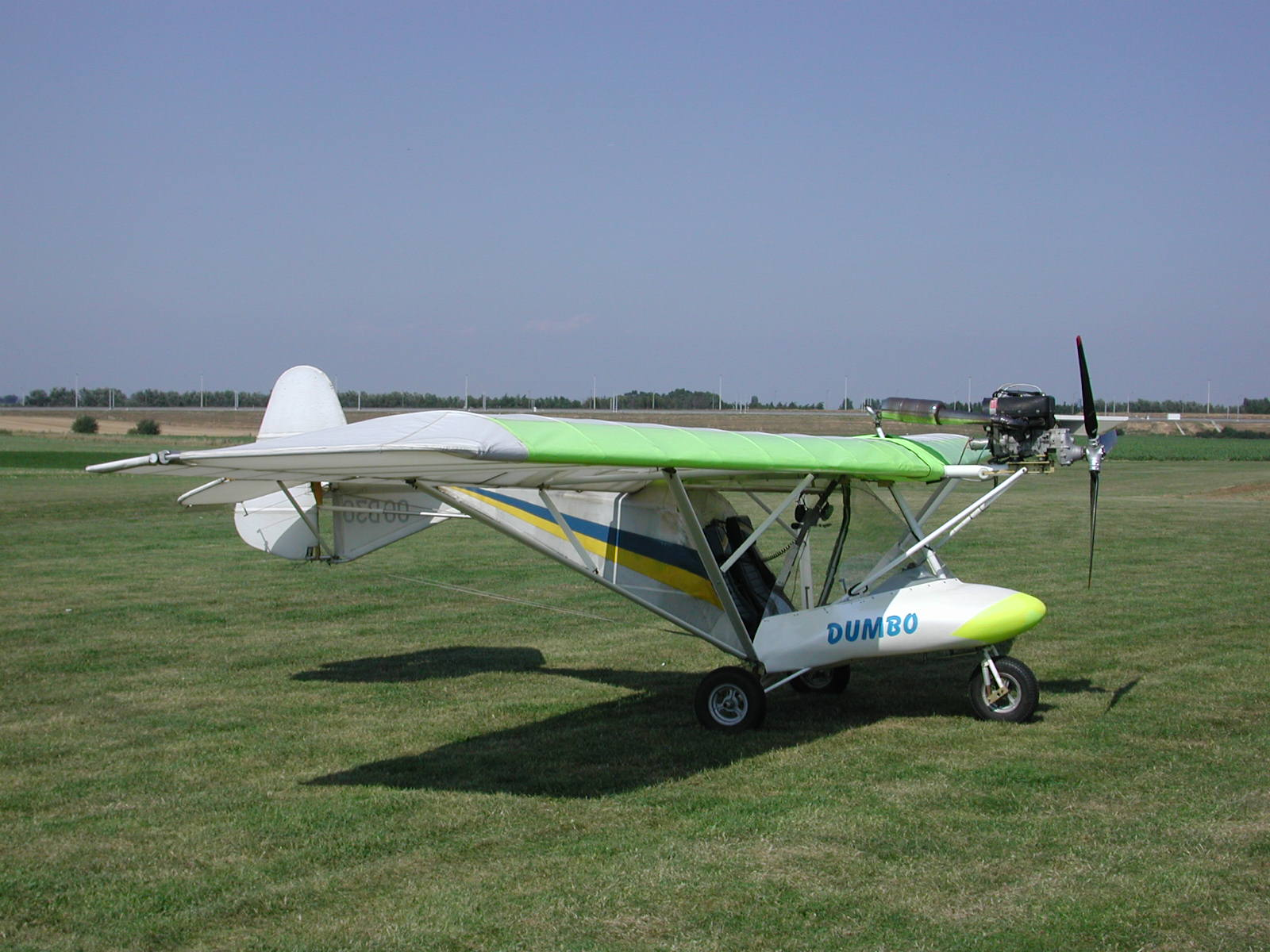
ULM Weedhopper AX3

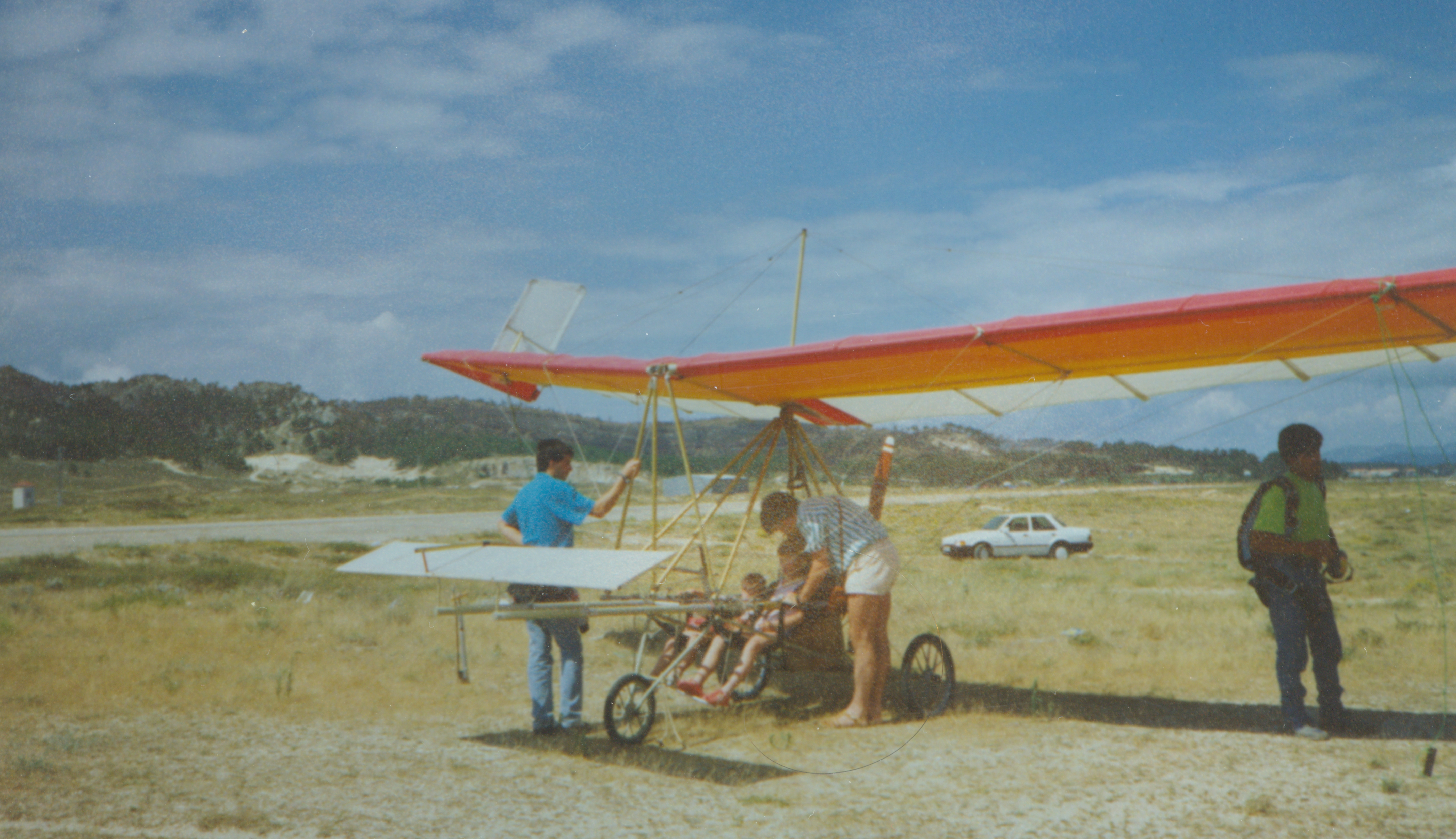
Pterodactyl, een ultralicht eendvliegtuig

Een ultralicht motorluchtvaartuig (Frans: ultra léger motorisé, ULM, Engels: ultralight of microlight, MLA) is een klein vliegtuig voor een of twee personen met een motor van typisch hoogstens 100 pk met een beperkte actieradius. Ultralights vliegen op lage hoogte met een vrij lage snelheid. Met een ultralight mag alleen gevlogen worden onder VFR-condities, dus alleen bij goed zicht. Het toestel heeft meestal een strikt minimum aan instrumentatie. De wettelijke vereisten voor het besturen  van een ultralight zijn minder streng dan voor andere, grotere vliegtuigen. De wettelijke vereisten zijn per land verschillend, daar deze toestellen voorlopig (maart 2013) buiten de internationale regelgeving blijven.
In België wordt de categorie van ultralichte motorvliegtuigen als volgt gedefinieerd (Koninklijk Besluit van 25 mei 1999 tot vaststelling van de bijzondere voorwaarden opgelegd voor de toelating tot het luchtverkeer van ultralichte motorluchtvaartuigen):
- één of twee zitplaatsen;
- een overtreksnelheid (landingsconfiguratie, motor in traagloop) van niet meer dan 65 km/h, 35,1 knopen;
- hoogst toegelaten gewicht bij opstijgen: 300 kg voor een eenzitter of 450 kg voor een tweezitter (dit wordt 330 of 495 kg als het een amfibievliegtuig is of een vliegtuig gemonteerd op vlotters), of 315 respectievelijk 472,5 kg als het vliegtuig een noodvalschermsysteem heeft (Koninklijk Besluit van 21 oktober 2008).

Er wordt nog een onderscheid gemaakt tussen de ULMs van het type delta-vleugel — waarbij de besturing in de vlucht gebeurt door een verplaatsing van het zwaartepunt door de bestuurder — en ULMs die voor de besturing gebruikmaken van aerodynamische stuurorganen rond ten minste twee assen, ongeveer zoals bij normale vliegtuigen.
ULM-vliegtuigen werden snel populair in de jaren 1970, als meest betaalbare manier van recreatief vliegen. De eerste ULM's waren veredelde deltavliegers, hangzweefvliegtuigen uitgerust met een lichte vliegtuigmotor. Later werden ook ULM's in conventionele uitvoering gebouwd. Meestal kunnen deze toestellen zowel in afgewerkte vorm als onder de vorm van een bouwpakket geleverd worden.
Een terrein waar ULM's kunnen landen en opstijgen, meestal een graspiste, wordt soms op zijn Frans aangeduid als ulmodroom.